# Camino al Cristo Redentor

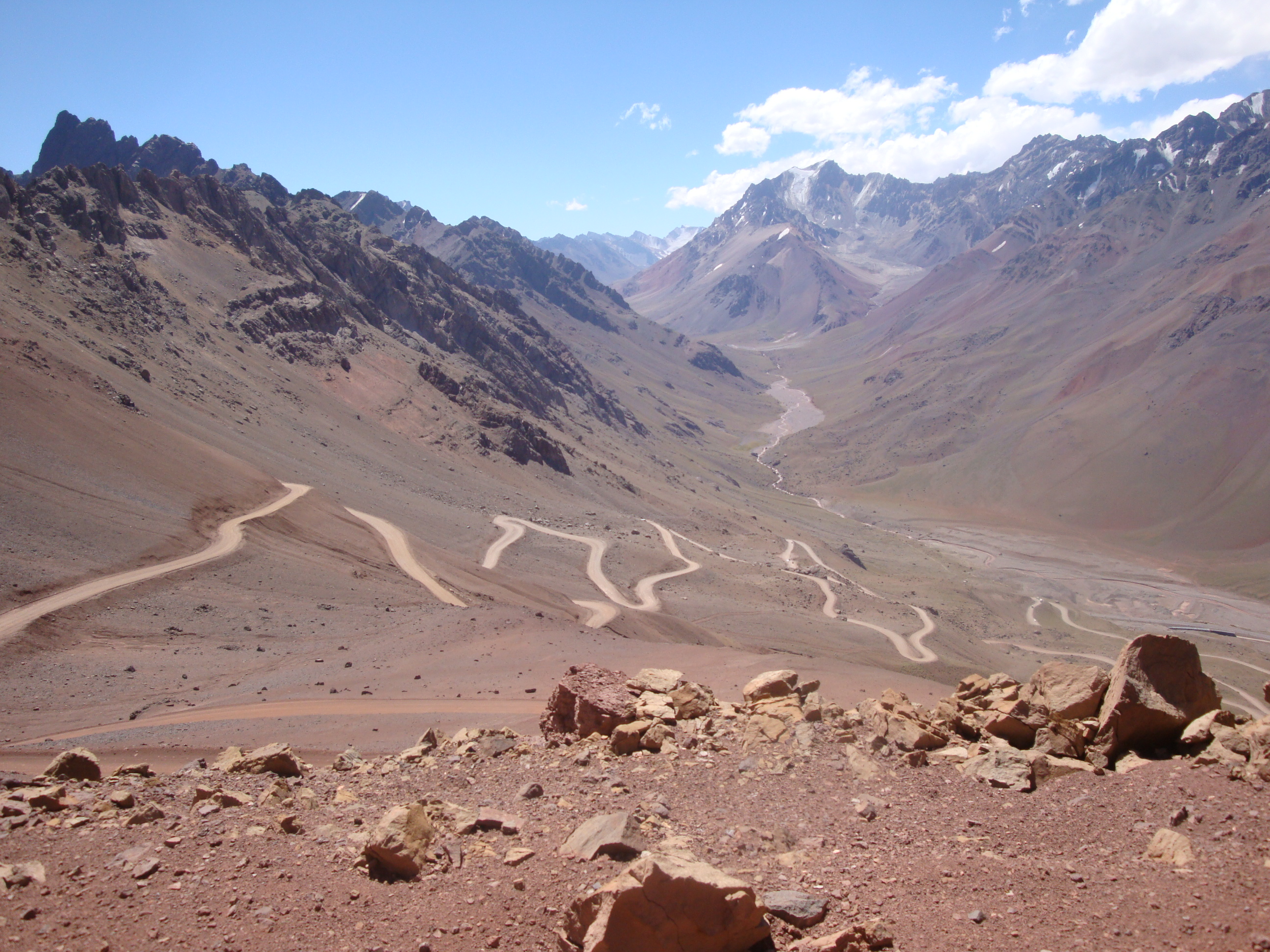
La Ruta Nacional A006

Le Camino al Cristo Redentor (ou Ruta Nacional A006) est une route de montagne de 8,5 km située en Argentine qui relie la localité de Las Cuevas au nord-ouest de la province de Mendoza avec le monument du Christ rédempteur situé à la limite entre l'Argentine et le Chili. Cette route n'est utilisable qu'en période estivale. Il est bon de s'assurer à Mendoza ou Uspallata que la route est utilisable, avant de l'emprunter.
Son tracé est une suite de lacets impressionnants grâce auxquels on passe de 3 151 à 3 832 mètres d'altitude.
Il est nommé ainsi en raison de la statue du Christ rédempteur des Andes (Cristo Redentor de los Andes) de 4 tonnes, placée en 1904, à l'entrée du tunnel côté argentin, en souvenir du premier passage à cet endroit de l'Armée des Andes, sous le commandement de Las Heras.
Cette route est régulièrement empruntée dans le cadre du tour du Mendoza, une course cycliste ayant lieu chaque année.

## Tunnel duCristo Redentor
Auparavant cette route était le seul passage terrestre entre les deux pays, jusqu'à ce qu'on construise le Túnel del Cristo Redentor. Celui-ci fait communiquer l'Argentine et le Chili au travers de la cordillère des Andes. 
Le tunnel est construit à une altitude de 3 175 mètres et est long de 3 080 mètres. Il est mis en circulation dans les années 1960 et se trouve non loin d'un tunnel semblable construit au début du XXe siècle pour le chemin de fer transandin. Étant donné son altitude, le transit par le tunnel est lui aussi souvent mis en difficulté pendant les mois d'hiver, à cause des fortes chutes de neige qui tombent sur cette zone de la cordillère.

## Tunnels alternatifs (en projet)
Dans l'optique de mettre fin à cette dépendance envers le climat, deux projets de tunnels situés plus bas ont été étudiés. L'un d'eux est le Túnel Juan Pablo II (« Tunnel Jean-Paul II »), qui serait percé à une altitude comprise entre 2 250 et 2 720 mètres, et long de 20 kilomètres, pour relier les villes d'Horcones (Argentine) et Juncal (Chili).
L'autre projet, nommé Paso Las Leñas (« Passage Las Leñas »), se situerait à 2 000 mètres d'altitude et serait long de 13 kilomètres. Il semble être la meilleure option, car sa longueur réduite le rend moins cher à percer.